# Aliancia nového občana
Aliancia nového občana (kurz ANO; deutsch „Allianz des neuen Bürgers“) war eine politische Partei in der Slowakei, die von 2001 bis 2011 bestand. Das Parteikürzel war ein Wortspiel mit áno, dem slowakischen Wort für „ja“. Gründer und Vorsitzender war der Medienunternehmer Pavol Rusko. ANO positionierte sich als liberale Partei, gehörte der Liberalen Internationale und der Europäischen Liberalen, Demokratischen Reformpartei (ELDR) an. Von 2002 bis 2005 war sie als Koalitionspartner in der Mitte-rechts-Regierung Mikuláš Dzurindas vertreten. 
Rechtlich gesehen bestand die Partei nach 2011 unter dem Namen Strana Slobodné Slovo – Nory Mojsejovej (SSS-NM; „Partei Freies Wort von Nora Mojsejová“) und seit 2014 als IDEA fort, in personeller Hinsicht gibt es jedoch keine Kontinuität zur ursprünglichen ANO.

## Gründung und Ausrichtung
Die Partei wurde vom ehemaligen Inhaber des privaten Fernsehsenders Markíza Pavol Rusko gegründet. Markíza hatte von allen slowakischen Medien den größten Einfluss auf die öffentliche Meinung. ANO genoss die Unterstützung der zu ihrem Parteipräsidenten tendierenden Medien (privates Fernsehen Markíza, Radio OKEY und kleine überregionale Zeitung Národná obroda). Der Charakter der Parteiführung konnte mit der Leitung einer privaten Firma verglichen werden. Die ANO wurde von Anfang an vor allem aus den Quellen ihres Vorsitzenden finanziert, was seine Führungsposition innerhalb der Partei gleichzeitig festigte. In diesem Punkt ähnelte ANO der Partei Forza Italia des italienischen Medienunternehmers Silvio Berlusconi.
In ideologischer Hinsicht präsentierte sich ANO stets als eine liberale Partei. Laut dem Politikwissenschaftler Klaus Bachmann ähnelte sie hingegen einer rechtspopulistischen Partei mit wirtschaftsliberaler Tendenz. Sie gehörte der Liberalen Internationale und der Europäischen Liberalen, Demokratischen Reformpartei (ELDR) an.

## Wahlen und Regierungsbeteiligung
Bei der Parlamentswahl 2002 erhielt die ANO 8 % der Stimmen und zog mit 15 der insgesamt 150 Sitze in den Nationalrat ein. Nach der Wahl gehörte ANO als Teil einer Mitte-rechts-Koalition mit SDKÚ, SMK und KDH der Regierung von Mikuláš Dzurinda an. In dieser übernahm zunächst Robert Nemcsics das Amt des stellvertretenden Ministerpräsidenten und Wirtschaftsministers. Im September 2003 wurde er in beiden Positionen vom ANO-Gründer Pavol Rusko abgelöst. Zudem stellte ANO die Minister für Kultur (Rudolf Chmel) und Gesundheit (Rudolf Zajac).
Nach dem EU-Beitritt der Slowakei zum 1. Januar 2004 war ANO zunächst mit einem Mitglied im Europäischen Parlament vertreten: Jozef Heriban, der sich der Liberalen Fraktion anschloss. Bei der ersten regulären Europawahl in der Slowakei im Mai 2004 verpasste ANO jedoch mit 4,7 % der Stimmen den Wiedereinzug. 
Nach der Korruptionsaffäre des Parteivorsitzenden Rusko, wurde ANO 2005 im August 2005 aus der Regierung ausgeschlossen. Zehn Abgeordnete der Partei entschieden sich jedoch, weiter die Regierung Dzurindas zu unterstützen und wurden dafür wiederum aus der Partei ausgeschlossen. Die Mehrheit der ANO-Mitglieder verließ die Partei nach dieser Korruptionsaffäre. Auch die Wählerschaft vertraut der Partei nicht mehr und sie schied bei der Wahl 2006 mit nur noch 1,4 % der Stimmen aus dem Parlament aus. Zur Nationalratswahl 2010 trat ANO nicht an.

## Nachfolgeparteien
Im November 2011 übernahm die Unternehmerin Nora Mojsejová aus Košice, bekannt aus der Reality-Show Mojsejovci, nach einer Vereinbarung mit Pavol Rusko die Partei und benannte sie in Strana Slobodné Slovo – Nory Mojsejovej (SSS-NM; „Partei Freies Wort von Nora Mojsejová“). So ersparte sich Mojsejová das Sammeln von 10.000 Unterschriften, die für die Gründung einer neuen Partei erforderlich wären. Bei der Parlamentswahl am 10. März 2012 erhielt die Partei nur 1,2 % der Stimmen und war im Parlament nicht vertreten. 2013 übernahm Miroslav Mišánik die Parteiführung und benannte die Partei erneut um in OBČANIA („Bürger“). Seit einer abermaligen Umbenennung 2014 heißt die Partei IDEA. Parteivorsitzender ist seither Miroslav Leňo. 